# Zadran (huyện)
Jadran là một huyện thuộc tỉnh Paktia, Afghanistan. Dân số thời điểm năm 1999 là 21,581 người.